# 264077 Dluzhnevskaya
A 264077 Dluzhnevskaya (ideiglenes jelöléssel 2009 SH215) a Naprendszer kisbolygóövében található aszteroida. T. V. Kryachko fedezte fel 2009. szeptember 24-én.